# Бах, Теодор
Теодор Карл Бах (нем. Theodor Bach; 17 ноября 1858[…], Вена — 18 января 1938[…], Голешовице) — австрийский архитектор.

## Биография
Теодор Бах был сыном бизнесмена Карла Теодора Баха и Мари Жюли Шуман — сестры архитектора Карла Шумана, который также был крестным отцом Теодора. Теодор Бах учился в Техническом университете в Вене с 1877 по 1883 год вместе с Генрихом фон Ферстелем и Карлом Кёнигом[уточнить].
С 1882 по 1884 год он был ассистентом кафедры строительной инженерии в Техническом университете. В 1884 году Бах стал главным архитектором Венской строительной компании и оставался им в течение 14 лет. Кроме того, он также независимо от Венской строительной компании работал в Вене, Зальцбурге, Падуе и Бухаресте. Кроме того, он работал с 1888 по 1889 год помощником преподавателя в Венской государственной торговой школе.
В 1908 году Бах получил звание профессора строительной инженерии и архитектурного чертежа в Немецком техническом университете в Праге. С тех пор он жил и работал в Праге, где и умер в возрасте восьмидесяти лет. Он был женат на Терезе Аст с 1896 года и имел сына.

## Работа
Теодор Бах был представителем традиционного исторического стиля. Однако иногда он также использовал элементы Венского сецессиона в своих проектах. Основным направлением его работы было жилищное строительство. Кроме того, он также строил виллы и, прежде всего, рабочие дома, которые стали предшественниками муниципального жилья в Красной Вене. Хотя снаружи они были спроектированы в традиционном стиле, внутри они имели модные элементы, такие как общественные помещения или большие зеленые дворы. Кроме того, Теодор Бах также был писателем, написавшим трактаты о городском планировании и жилищном строительстве.
- Жилой дом, Abt-Karl-Gasse 47, Вена 18 (1888)
- Жилой дом, Хербштрассе 22, Вена 16 (1888)
- Жилой дом, Schwarzspanierstrasse 7, Вена 9 (1893), с Карлом Шуманом
- Вилла Рихтер, Бекгассе 25, Вена 13 (1894 г.), ранее Рейхгассе
- Лютерхоф (приходской двор, школа и жилой дом), Мартинштрассе 25 / Шумангассе, Вена 18 (1894—1895), с Людвигом Шене, памятник архитектуры
- Загородные строения, Stoesselgasse 11 и 15, Vienna 13 (1895), ранее — Leopold-Müller-Gasse
- Вилла Венцль, Хадерсдорф (1895 г.), с Леопольдом Симони
- Лютеранская евангелистическая приходская церковь, Мартинштрассе 25, Вена 18 (1896—1898), с Людвигом Шене, памятник архитектуры
- Жилые и коммерческие здания «Casa Piccola», Марияхильферштрассе 1b-d, Вена 6 (1896—1902), с Карлом Шуманом
- Жилое и коммерческое здание, Wallnerstrasse 2 / Кольмаркт, Вена 1 (1898 г.), коммерческое помещение компании Thonet, перестроенное в 1971 году Карлом и Евой Ман, внесено в список исторических памятников.
- Здание фонда в честь юбилея кайзера Франца Иосифа — «Лобмейерхоф», который занимался обеспечением жилья для населения и созданием учреждений социального обеспечения , Roseggergasse 2-6 / Wernhardtstraße 13-19, Вена 16 (1898—1902), с Леопольдом Симони, частично заменены новыми зданиями, памятник архитектуры
- Жилое и коммерческое здание, Wipplingerstraße 12, Вена 1 (1901)
- Арендный дом Zum Heiducken, Spiegelgasse 19, Вена (1901 г.), с Леопольдом Симони
- Дома для рабочих Учреждения по страхованию от несчастных случаев в Нижней Австрии, Леопольдауэр Штрассе 79-81, Вена 21 (1900—1907), с Леопольдом Симони, памятник архитектуры
- Жилое и коммерческое здание, Фляйшмаркт 28 / Postgasse 15, Вена 1 (1902)
- Дом под аренду, Постгассе 11 и 13, Вена 1 (1902—1903), декор на фасаде сколот.
- Общежитие Университета природных ресурсов и естественных наук, Peter-Jordan-Strasse 65 / Dänenstrasse 2A, Вена 18 (1904)
- Жилой дом, Dominikanerbastei 6 / Falkestraße, Вена 1 (1904 г.)
- Жилые дома, Grosse Mohrengasse 35 и 37, Вена 2 (1904 г.), снесены
- Дом под аренду, Dr.-Karl-Lueger-Platz 6, Вена (1906)
- Официальное здание военно-морского отдела военного министерства, Vordere Zollamtsstrasse 9, Вена 3 (1906), с Этторе Фендерлем, ныне Генеральное управлением австрийских федеральных лесов, памятник архитектуры.
- Arthaberbrunnen, Arthaberplatz, Вена 10 (1906 г.), памятник архитектуры
- Дом c электрическим лифтом в Мёнксберге, Зальцбург
- Вилла в Голешовице, V Holešovičkách 1157/27
- Дом Пражского народного жилищного товарищества Голешовице, Бубенска 13-15 (вместе с Адольфом Фёром) (1922)